# Johan Wilhelm Murman
Johan Wilhelm Murman, född 12 januari 1830 i Haukipudas, Norra Österbotten, död 19 januari 1892 i Keltto, Ingermanland, var en finländsk präst och skriftställare. 
Murman, som var kyrkoherde, utgav en mängd skrifter av olika innehåll, mestadels på finska. År 1852 utgav han Harjoittawa Ruotsin-kielen-oppi alkawilleden, den första svenska grammatiken på finska språket. I den av Finska litteratursällskapet föranstaltade tidskriften "Suomi" publicerade han Några upplysningar om finnarnes fordna vidskepliga bruk vid trollkonster, samlade i Norra Österbotten (1854, på svenska) och Selitys hää-tavoista Inkerinmaan suomalaisissa seurakunnissa: neuvoksi ja manaukseksi niiden parantamiseen (1872), om bröllopssederna i Ingermanlands finska församlingar.